# Gloria Shayne Baker
Gloria Shayne Baker (4 septembre 1923 – 6 mars 2008) est une compositrice et auteure-compositrice américaine connue pour avoir composé le chant de Noël Do You Hear What I Hear? en 1962 avec son mari d'alors, Noël Regney.

## Jeunesse et vie privée
Baker naquit sous le nom de Gloria Adele Shain sous une famille de confession juive à Brookline le 4 septembre 1923. Fille de l'avocat Mark Shain et de la professeure Rose Wies Shain, elle fut voisine avec Joseph et Rose Kennedy ainsi que leurs enfants, y compris John F. Kennedy. Elle commença sa carrière musicale en faisant partie d'un trio de chant, The Shain Sisters, avec ses grandes sœurs, Esther et Thelma. Elle changea l’orthographe de son nom de famille de Shain pour Shayne au début de sa carrière pour des raisons professionnelles. Elle obtint son premier cycle universitaire à l'école de musique de l'Université de Boston. Elle déménagea vers la ville de New York dans les années 1940, où elle travailla comme pianiste en jouant dans des démos et en direct devant un public. Elle a aussi arrangé de la musique pour des compositeurs tels que Stephen Sondheim et Irving Berlin.
Shayne rencontra son premier mari, le français Noël Regney, tout en jouant du piano à un hôtel de New York en 1951. Regney et Shayne écrieront ensemble plus tard "Do You Hear What I Hear?" en tant que collaborateurs. Ils se marièrent la même année de leur rencontre. Le couple divorça en 1973. Regney mourut en 2002.
Shayne maria son second époux, William Baker, en 1975. Il mourut en 2001.

## Écriture de chansons
Shayne et Regney collaborèrent sur plusieurs chansons connues. Shayne composait habituellement les paroles pour leurs chansons, tandis que Regney composait la mélodie. Parmi les chansons les plus connues écrites par le couple se trouve Rain Rain Go Away, interprétée pour la première fois par le chanteur Bobby Vinton. Shayne et Regney ont aussi écrit Sweet Little Darlin', interprété par Jo Stafford, et Another Go Around, chanté notamment par Perry Como et Doris Day.
Shayne put également profiter d'une carrière fructueuse lorsqu'elle ne collaborait pas avec Regney. Elle composa les paroles et la mélodie de la chanson Goodbye Cruel World, qui fut enregistrée par James Darren en 1961,. Shayne a également travaillé avec Mary Candy et Eddie Dean pour écrire The Men in My Little Girl's Life, qui fut interprété Mike Douglas. Shayne a aussi écrit avec Jerry Keller la chanson Almost There, qui fut enregistrée par Andy Williams,.
Shayne Baker accompagna le ténor Jan Peerce plus tard dans sa vie.

## Do You Hear What I Hear?
Le chant de Noël Do You Hear What I Hear? fut écrit en octobre 1962 par Shayne et Regney, alors que la crise des missiles de Cuba en était à son apogée. Pendant la Crise, les États-Unis et l'Union soviétique se confrontaient l'un et l'autre sur le placement des missiles soviétiques dans un Cuba récemment communiste. Do You Hear What I Hear? fut écrit par Shayne et Regney en tant que plaidoyer pour la paix.
Contrairement à la méthode de composition habituelle du couple, ce fut Regney qui écrivit les paroles et Shayne qui composa la musique pour Do You Hear What I Hear?, et non l'inverse,.
Do You Hear What I Hear? fut distribué peu après Thanksgiving en 1962. Ce chant fut enregistré par la Harry Simeone Chorale et se vendit à plus de 250 000 exemplaires durant la saison des fêtes de 1962. Bing Crosby enregistra la chanson en 1963, faisant d'elle un succès mondial. La chanson fut depuis enregistrée et interprétée par des centaines d'artistes dont Pat Boone, Kenny G, Mahalia Jackson, Glen Campbell, Whitney Houston, Perry Como, Andy Williams, Johnny Mathis, et plus récemment en duo avec Fifth Harmony et les jumelles Tolmatcheva.

## Décès
Gloria Shayne Baker mourut dans sa maison à Stamford d'un cancer du poumon le 6 mars 2008, à l'âge de 84 ans,,.